# 마체라타
마체라타(Macerata)는 이탈리아 마르케주의 도시이며 마체라타 지방의 중심이다. 도시에는 치엔티강과 포텐사강이 있으며 근대 형태의 마을과 함께 낮은 고도의 평원이 있다. 인구는 41,000명 정도이다.
두 강 너머의 마을을 연결하는 리프트가 있다. 마을 전체의 구조는 1600년대-1900년대까지 지속적으로 공사된 것으로 구조가 견고하다.

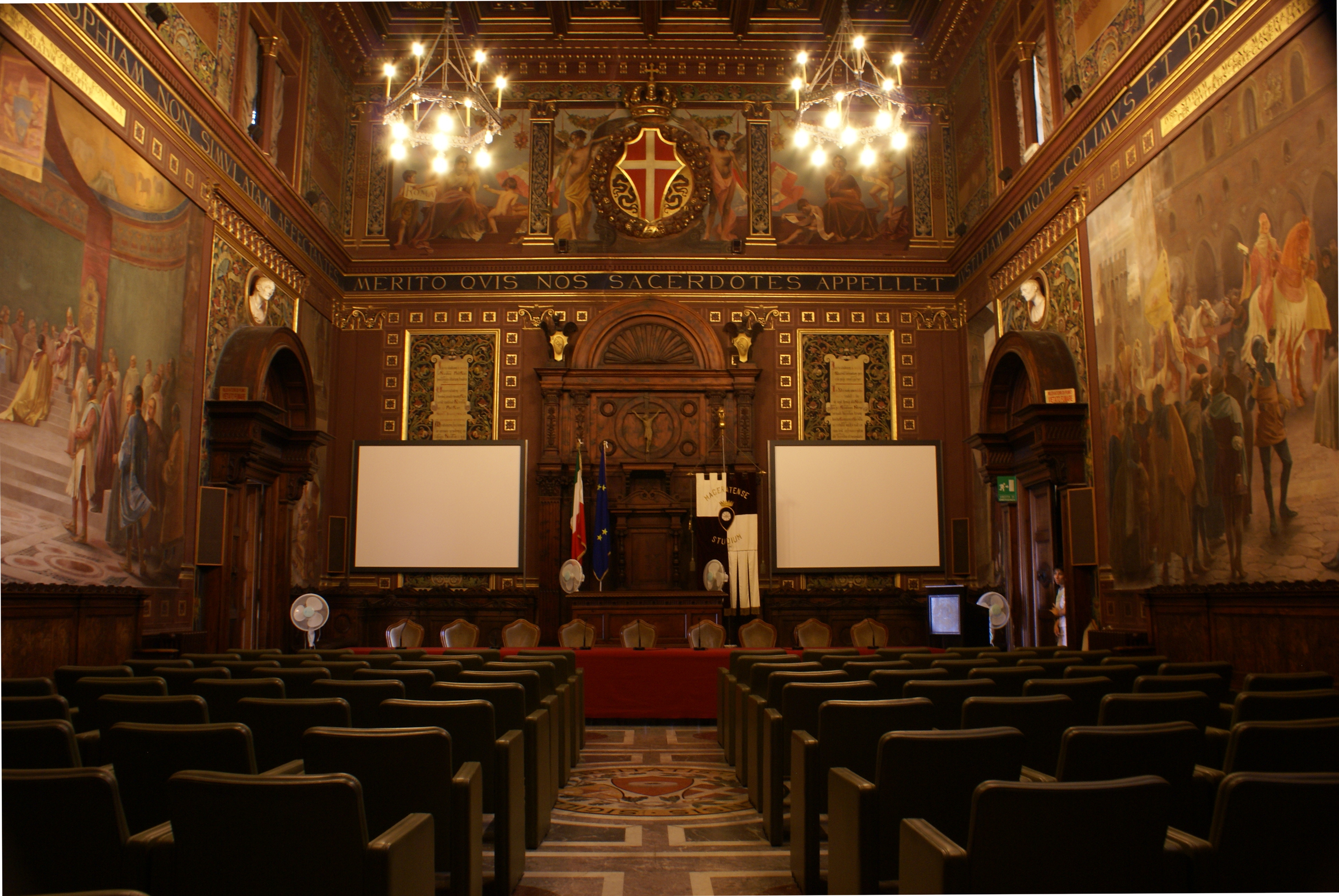
대학 본관

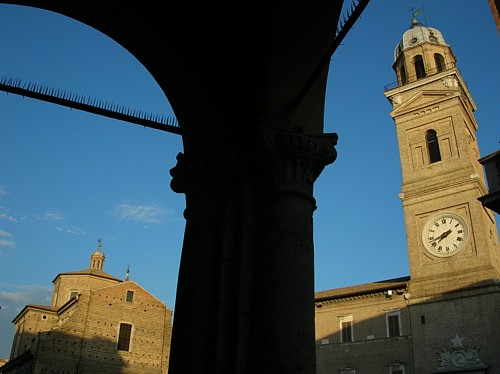
마체라타 중앙부

광장 옆에는 Palazzo dei diamanti라는 궁전이 있다. 인근에는 박물관과 갤러리가 즐비하다. 대성당은 1100년부터 있었던 건물이다. 1290년에 설립된 마체라타 대학이 있으며 미술학교가 있다.
베이징에 최초로 입성한 서구인이던 마테오 리치가 이곳 출신이며 그는 유클리드와 같은 수많은 유럽의 고전을 중국어로 번역했다.